# جزيرة أم البيابي
جزيرة أم البيابي هي جزيرة عراقية تقع في شط العرب مجاورة لجزيرة أم الرصاص قرب مدينة البصرة ، وهي غير مسكونة.